# Walter Kohn
Walter Kohn (Bécs, 1923. március 9. – Santa Barbara, 2016. április 19.) osztrák–amerikai elméleti fizikus és elméleti kémikus. 1998-ban kémiai Nobel-díjjal tüntették ki, a „»sűrűségfunkcionál«-elmélet fejlesztéséért”. A Nobel-díjat megosztva kapta meg, a másik díjazott John Pople, akit a „számítási eljárások fejlesztéséért a kvantumkémia területén” miatt tüntettek ki.

## Életrajz
Walter Kohn a Kindertransport mentőakció részeként érkezett Angliába közvetlenül Ausztria Hitler általi annektálása után. Mivel osztrák állampolgár volt, 1940 júliusában, a második világháború kitörése után Kanadába helyezték át. Kohn 17 évesen egy brit konvoj utasaként a tengeralattjárókkal teli vizeken át a kanadai Québecbe utazott, onnan pedig vonattal egy Trois-Rivières-i táborba.

## Munkái
- Pierre Hohenberg, Walter Kohn. Inhomogeneous Electron Gas, Physical Review. DOI: 10.1103/PhysRev.136.B864 (1964)
- W. Kohn, L. J. Sham. Self-Consistent Equations Including Exchange and Correlation Effects, Physical Review. DOI: 10.1103/PhysRev.140.A1133 (1965)

## Fordítás
- Ez a szócikk részben vagy egészben  a   Walter Kohn című angol Wikipédia-szócikk ezen változatának fordításán alapul.  Az eredeti cikk szerkesztőit annak laptörténete sorolja fel. Ez a jelzés csupán a megfogalmazás eredetét és a szerzői jogokat jelzi, nem szolgál a cikkben szereplő információk forrásmegjelöléseként.